# Пламен Николов (футболист, р. 1961)
Вижте пояснителната страница за други личности с името Пламен Николов.
Пламен Иванов Николов е български бивш футболист, вратар, дългогодишен вратар на националният отбор по футбол на България. Част от тима на България, класирал се на четвърто място на Световното първенство по футбол в САЩ през 1994 година.
След прекратяване на спортната си кариера изпълнява различни мениджърски функции в различни футболни клубове.

## Кариера
Започва кариерата си в школата на Локомотив (Дряново). Играл е още за Локомотив (София), Левски (София) и Септември (София). Шампион на България през 1993, 1994 и 1995 г. с Левски (Сф). Носител на купата на страната през 1992 и 1994 с Левски (Сф) и през 1982 г. с Локомотив (Сф). В А група има 248 мача. За Левски е изиграл 18 мача за купата и 9 мача в евротурнирите (3 за КЕШ, 2 за КНК и 4 за купата на УЕФА), за Локомотив (Сф) има 2 мача за КНК и 6 мача за купата на УЕФА. В 4 последователни години (1992 – 1995) е обявяван за най-добър вратар в първенството и печели купата на вестник „Гол“. За националния отбор на България дебютира на 28 май 1991 г. срещу Бразилия в Стара Загора (0:3), има 10 мача. Участва на СП-1994 в САЩ, където става бронзов медалист, играе през второто полувреме в мача за третото място срещу Швеция и не допуска гол. Има и 8 мача за олимпийския отбор на България. Притежава отличен рефлекс и акробатични намеси. След 1997 година се посвещава на треньорска дейност като изкарва лиценз UEFA A. През 1997 – 1998 е на работа като тренъор в Спартак (Варна), 1998 – 2000 година в Септември (София), 2000 – 2004 е помощник-треньор на младежкия национален отбор. Работил е още в Марек и Славия.

## Статистика по сезони
- Локомотив (Др) – 1978/79 – В РФГ, 11 мача
- Локомотив (Др) – 1979/80 – Б РФГ, 29 мача
- Локомотив (Др) – 1980/81 – В РФГ, 27 мача
- Локомотив (Сф) – 1981/82 – А РФГ, 7 мача
- Локомотив (Сф) – 1982/83 – А РФГ, 9 мача
- Локомотив (Сф) – 1983/84 – А РФГ, 10 мача
- Локомотив (Сф) – 1984/85 – А РФГ, 11 мача
- Локомотив (Сф) – 1985/86 – А РФГ, 10 мача
- Локомотив (Сф) – 1986/87 – А РФГ, 11 мача
- Локомотив (Сф) – 1987/88 – А РФГ, 12 мача
- Локомотив (Сф) – 1988/89 – А РФГ, 11 мача
- Локомотив (Сф) – 1989/90 – А РФГ, 12 мача
- Локомотив (Сф) – 1990/91 – А РФГ, 13 мача
- Левски (Сф) – 1991/92 – А РФГ, 23 мача
- Левски (Сф) – 1992/93 – А РФГ, 20 мача
- Левски (Сф) – 1993/94 – А РФГ, 24 мача
- Левски (Сф) – 1994/95 – А РФГ, 23 мача
- Левски (Сф) – 1995/96 – А РФГ, 26 мача
- Левски (Сф) – 1996/97 – А РФГ, 13 мача
- Септември – 1997/98 – Б РФГ, 15 мача
- Септември – 1998/ес. - А РФГ, 13 мача